# Heteropterys procoriacea
Heteropterys procoriacea är en tvåhjärtbladig växtart som beskrevs av Franz Josef Niedenzu. Heteropterys procoriacea ingår i släktet Heteropterys och familjen Malpighiaceae. Inga underarter finns listade i Catalogue of Life.